# Nadabius cherokeenus
Nadabius cherokeenus är en mångfotingart som beskrevs av Chamberlin 1947. Nadabius cherokeenus ingår i släktet Nadabius och familjen stenkrypare. Inga underarter finns listade i Catalogue of Life.